# Maurice Tastemain
Maurice Tastemain, né à Caen le 6 septembre 1878 et mort à Paris 6e le 14 mars 1944, est un artiste peintre et maître-verrier français.

## Biographie
Maurice Tastemain est né le 6 septembre 1878 à Caen.
Ses talents de dessinateur sont vite repérés par ses professeurs et il devient l'élève de Gustave Ménégoz (1858-1934), artiste peintre professeur aux beaux-arts de Caen. En 1894, Maurice Tastemain participe au concours organisé par la Société nationale des beaux-arts, à Caen. Ayant réussi son baccalauréat il part pour Paris sur les conseils de son autre professeur Jules Louis Rame, en 1897.
Tastemain entre à l'Académie Julian et intègre l'atelier de Raphaël Collin. Il effectue deux voyages en Italie, et s'initie à l'art du vitrail auprès de Carat. En 1906 il fréquente l'atelier de Ferdinand Humbert.
Il expose pour la première fois au Salon des artistes français en 1906.
Mobilisé en 1914 il fait la Grande Guerre, puis est chargé de restaurer des vitraux dans les églises parisiennes. Il a fait l'acquisition d'une maison de campagne à Clécy où il se rend l'été.
Il expose au Salon des Indépendants à partir de 1921. Il reçoit une mention élogieuse en 1927 et une médaille de bronze en 1937 à l'Exposition internationale.
Il est fait chevalier de la Légion d'honneur en 1938.

## Œuvres

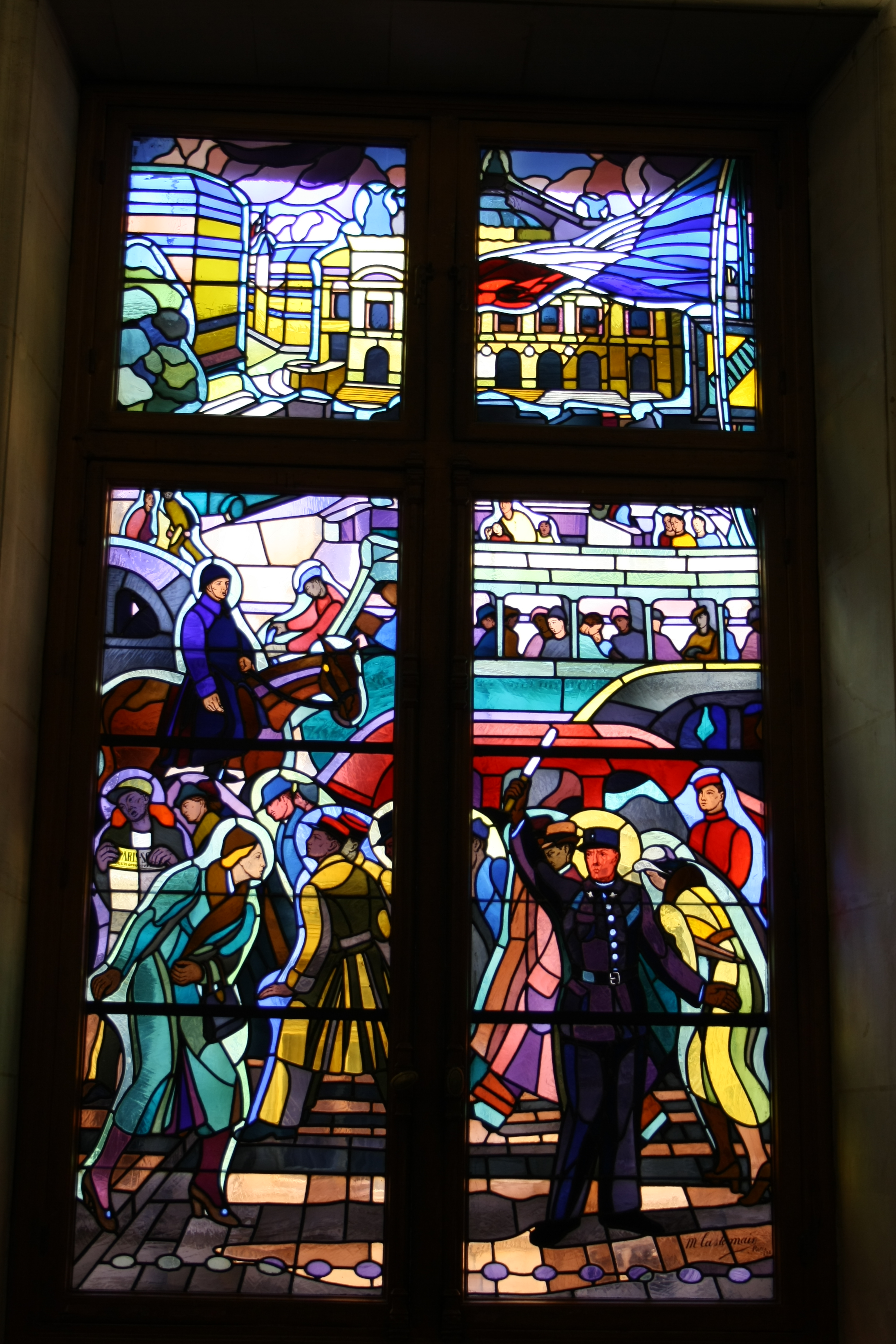
Un de ses vitraux à l'Hôtel-de-ville de Paris.

### Vitraux
- 1929, Vie de Saint Clodoald, deux vitraux, l'église de Saint-Cloud (Hauts-de-Seine)
- Les Mouvements de Paris, deux vitraux, Hôtel de ville de Paris
- Cathédrale Sainte-Cécile d'Albi : verrières
- Église Saint-Christophe de Tourcoing : verrières

### Décors
- 1905, salle de théâtre[Lequel ?] à Londres, Angleterre

## Salons
- 1906, Salon des artistes français : Portrait
- 1921, Salon des indépendants
- 1922, Salon des normands de Paris
- 1943, rétrospective au Salon des indépendants
- 1943, rétrospective au Salon des artistes français
- 1945, hommage posthume au Salon des indépendants, grande rétrospective
- 1945, rétrospective posthume au Salon des artistes français

## Expositions
- 2007,  Espace musée Charles Léandre, Condé-sur-Noireau, du 1er octobre au 1er décembre.